# Ферере (Бјела)
Ферере је насеље у Италији у округу Бијела, региону Пијемонт.
Према процени из 2011. у насељу је живело 182 становника. Насеље се налази на надморској висини од 431 м.